# 周易影视
海南周易影视制作公司，简称周易影视，是一家中国传媒、影视制作及发行公司，总部位于海南海口。

## 历史
成立于1995年4月7日，前身为南瓜创作中心。制片人蒋雪柔，编剧陈曼玲。2000年代初期因为翻拍大量古装剧而出名。2010年因尚未公布的原因而停业。

## 視影作品

### 电视剧
| 首播年份 | 剧名                 | 演员                                             |
| 2000年   | 青河绝恋             | 赵文卓、蔣勤勤                                   |
| 2001年   | 武林外史             | 黄海冰、王艳、万弘杰                             |
| 2002年   | 穿越时空的爱恋       | 徐峥、张庭、万弘杰                               |
| 2002年   | 李衛當官             | 徐峥、陈好、唐国强                               |
| 2002年   | 少年王               | 吴奇隆、杨光、于波、杨俊毅、马雅舒               |
| 2002年   | 萧十一郎             | 吴奇隆、于波、朱茵、杨俊毅、张晋、马雅舒         |
| 2002年   | 女人汤               | 于波、张延、刘小锋、霍思燕、唐国强               |
| 2002年   | 水晶之恋             | 于波、杨俊毅                                     |
| 2003年   | 水月洞天             | 于波、杨俊毅、蔡少芬、陈法蓉、张晋、杨光、徐少强 |
| 2003年   | 灵镜传奇             | 于波、杨俊毅、蔡少芬、陈法蓉、张晋、杨光、徐少强 |
| 2004年   | 幻影神针             | 于波、杨俊毅、杨光                               |
| 2004年   | 李衛當官2            | 徐峥、孙菲菲、唐国强                             |
| 2005年   | 把酒问青天           | 于波、杨俊毅、张晋                               |
| 2005年   | 李卫辞官             | 于波、杨俊毅、秦沛、温兆伦、杨光                 |
| 2006年   | 神鬼八阵图           | 于波、杨俊毅、蔡少芬、陈法蓉、周海媚、杨光       |
| 2007年   | 迅雷急先锋           | 于波、杨俊毅                                     |
| 2007年   | 让爱化作珍珠雨       | 于波、杨俊毅                                     |
| 2010年   | 包三姑外传           | 陈浩民、李绮红、于波、释小龙                     |
| 2009年   | 大内低手 (李卫当官3) | 于波、杨俊毅、徐峥                               |
| 2010年   | 七种武器之孔雀翎     | 于波、释小龙                                     |